# Castillo de Uclés
El castillo de Uclés es una fortaleza del siglo IX, localizada en Uclés, en la provincia de Cuenca (Castilla-La Mancha, España).

## Historia
Debido a su estratégica posición, perteneció alternativamente a cristianos y árabes durante la época de la Reconquista, llegando incluso a ser usada de refugio por grupos de judíos durante su expulsión en 1492.
La primera construcción correspondía a una fortaleza de finales del siglo IX. En aquella época, fue el lugar donde falleció Muhammad III envenenado por sus enemigos.
En 1174 pasó a manos de la Orden de Santiago, que la convirtió en una prisión donde eran encerrados los prisioneros árabes.
El castillo cuenta con varias torres que alcanzan hasta los 30 metros de altura. No obstante, se tiene constancia de que hubo otras más altas. La altura de sus torres, unido a su estratégica ubicación sobre un peñasco, hace el castillo visible desde distancias de 20 kilómetros alrededor.
Las dos torres más importantes son la torre del homenaje y la torre de la Plata, unidas por un muro. Separada de ambas, se encuentra una tercera torre de planta cuadrada, que cumple las funciones de torre albarrana.
En 1528 el castillo se perdió por completo, ya que fue derribado con el fin de construir un monasterio de estilo herreriano, el monasterio de Uclés. Actualmente solo se conservan las tres torres y la muralla perimetral.
Gran parte de la piedra con la que fue construido fue extraída de la ciudad romana de Segóbriga.